# Grupo 1 de Transporte Aéreo
El Grupo 1 de Transporte Aéreo es una unidad militar de la Fuerza Aérea Argentina cuya función es dar apoyo de transporte con una dotación de aviones de transporte KC/C-130H Hercules, L-1000-30, Fokker F-28, B-737NG, SF-340B+ y ERJ-140LR. 

## Composición
- Escuadrón I C-130 (C-130H, KC-130H y L-100-30) - transporte de personal y carga, lanzamiento de paracaidistas y carga, evacuación médica, búsqueda y rescate, apoyo en desastres, reabastecimiento en vuelo y abastecimiento de las bases antárticas.[2]
- Escuadrón II de Transporte Aéreo (Fokker F-28 MK-1000C, ERJ-140LR y SF-340+) - transporte y evacuación médica.[2] - Transporte de Cargas y Pasajeros
- Escuadrón IX (Boeing 737 NG) Transporte de personal.

## Historia

### Década de 1970
El 28 de agosto de 1975 a las 13:05 horas un explosivo colocado en un desagüe ubicado por debajo de la pista de aterrizaje del Aeropuerto Internacional Teniente Benjamín Matienzo fue detonada por la organización guerrillera Montoneros mientras despegaba el C-130 TC-62 derribandolo. El avión transportaba 114 miembros de la Gendarmería Nacional Argentina. Hubo seis muertos y veintinueve heridos. La tripulación del C-130 era: comandante del avión, vicecomodoro Héctor Cocito, primer piloto, mayor Carlos Beltramone, navegador, capitán Francisco Mensi, mecánicos, suboficial mayor Fortunato Barrios y cabo principal Eduardo Fatore, y auxiliares de carga, suboficiales mayores José Perisinotto y Clyde Pardini.

### Guerra de las Malvinas
El 1 de abril a las 19:00 horas, el jefe de la I Brigada Aérea, brigadier Enrique Ramón Valenzuela y el jefe del Grupo 1 de Transporte Aéreo, comodoro Jorge Francisco Martínez, citaron a los pilotos y les comunicaron que pronto debían arribar a Comodoro Rivadavia. Argentina iba a recuperar las islas Malvinas, la FAA debía colaborar y a su vez, el Grupo 1 de Transporte Aéreo. El 2 de abril de 1982 elementos de las Fuerzas Armadas argentinas desembarcaron en la isla Soledad y tomaron el control, comenzando la guerra de las Malvinas. La misión del Grupo 1 fue realizar una operación de transporte de material y personal al Aeropuerto de Puerto Argentino/Stanley en las primeras horas del 2 de abril. Se creó el plan de operaciones Aries 82. El material para llevarlo a cabo se compuso de cuatro C-130, cinco F28, un IA-50 Guaraní II y un F27. El Comando de Operaciones Aéreas ordenó el transporte de los siguientes medios a efectos de lograr el objetivo político de ocupar las islas y negociar:
- Grupo de Operaciones Especiales (GOE).
- Estado Mayor del Componente Aéreo del Teatro de Operaciones Malvinas (EMCATO MLV).
- Regimiento de Infantería 25 (RI 25).
- Compañía de Ingenieros de Combate 9 (Ca Ing 9).
- Estado Mayor del Comando de IX Brigada de Infantería (Cdo Br I IX).
- Un radar móvil.
- Un equipo de control de transporte aéreo (ECTA).
- Una terminal aérea de cargas.
- Cajones con planchas de aluminio (ampliación de la plataforma de estacionamiento en el aeropuerto de las Malvinas).
- Un escuadrón de vigilancia y control aéreo.
- Servicios generales y especiales de la Base Aérea Militar.

Luego de la reunión, las tripulaciones se prepararon y al poco tiempo decolaron hacia Comodoro Rivadavia. En esa base se trasladaron cuatro C-130H, un KC-130H y dos F-28. A la medianoche comenzaron a llegar los efectivos del RI 25, Ca Ing 9 y del Cdo Br I IX. A las 04:00 horas empezaron a embarcar a los aviones. Inició la Operación Rosario; a las 07:00 hs fuerzas argentinas tomaron el aeródromo, el cual estaba obstruido con máquinas viales y vehículos por los británicos, demorando el aterrizaje. Un C-130H característica TC-68 pilotado por el comodoro Carlos Beltramone despegó de Comodoro Rivadavia las 05:15 horas con rumbo a las islas Malvinas, transportando al GOE, EMCATO, ECTA y material para armar una terminal de cargas de una nueva unidad aérea. El TC-68 se mantuvo navegando cerca del aeródromo durante una hora mientras la pista era despejada de los obstáculos, y finalmente aterrizó a las 08:45. Posteriormente hicieron los propio los otros Hercules y los F-28 con el Estado Mayor de la Br I IX, el resto del RI 25 y la Ca Ing 9. Llevaron de vuelta al continente a los hombres del Batallón de Infantería de Marina 2, relevados por el RI 25. Evacuaron al gobernador Rex Hunt, su familia, su comitiva y los Royal Marines. Todos reembarcados en un Boeing 707 a Uruguay.
El Reino Unido envió una fuerza de tareas para desalojar a los argentinos en las islas. El 4 de abril se canceló el repliegue de medios al continente y se ordenó iniciar el refuerzo de la defensa de las islas Malvinas mediante vuelos inmediatos y obligatorios si se podía. Si bien Argentina contaba con una gran flota de buques de carga para reforzar las islas, el Reino Unido declaró una zona de guerra con un radio de 200 mn (370 km) alrededor del archipiélago y advirtió que los buques que se encontraran dentro de la zona a partir del 12 de abril serían hundidos. El Comité Militar pretendía utilizar la flota de mar, no obstante el embajador argentino ante la Organización de Estados Americanos (OEA) afirmó que la Armada Argentina no rompería el bloqueo a fin de evitar una conflagración con la Marina Real británica y permitir seguir negociando. Esta decisión hizo que la responsabilidad del puente aéreo quedara en manos de los transportes Fuerza Aérea Argentina,la Aviación Naval y aeronaves comerciales de Aerolíneas Argentinas y Austral de  quien durante el mes de abril traslado 5500 toneladas de carga y 9800 personas, realizando 480 aterrizajes, complementando a los 10 buques logísticos de la Armada Argentina y ELMA que habían cruzado a las islas en abril con la carga pesada. En el aeropuerto de Puerto Argentino/Stanley se creó la BAM Malvinas que, proveería seguridad y los servicios esenciales para operar. El Grupo 1 de Transporte Aéreo empleó sus C-130 y F28.
Los C-130H, KC-130H y Boeing 707 realizaron misiones de exploración y reconocimiento en rutas marítimas por las que navegaban los buques logísticos británicos y vuelos en la costa hasta 300 mn (555 km) respetando la autonomía de los aviones. Los KC-130 realizaron reabastecimiento en vuelo para los Douglas A-4 Skyhawk de la Fuerza Aérea y Armada Argentina, y Super Étendard de la Armada. En tanto que los C-130 efectuaron arriesgadas misiones de transporte a las islas, rompiendo el bloqueo inglés.
El 1 de junio fue derribado un C-130 TC-63 por una PAC de dos Sea Harriers pilotados por el teniente comandante Ward y subteniente Thomas del Escuadrón Aéreo Naval 801. El Hercules estaba haciendo reconocimiento en la zona a 20 millas al norte del estrecho de San Carlos, en busca de buques británicos. Ward le disparó dos misiles AIM-9 Sidewinder, el primero falló, el segundo impactó entre los dos motores del lado izquierdo del TC-63 incendiándose, a continuación Ward disparó sus cañones, el C-130 empezó a caer en forma espiral hacia la izquierda, el ala tocó el mar, viró sobre sí mismo y se desintegró. La tripulación, capitán Rubén Héctor Martel, capitán Carlos Eduardo Krause, vicecomodoro Hugo Meisner, cabo principal Miguel Cardone, cabo principal Carlos Cantezano, suboficial principal Julio Lastra y suboficial ayudante Manuel Albelos, no sobrevivió.
El 14 de junio los jefes militares argentinos acordaron con sus homólogos británicos cesar los combates. Finalizó la guerra de las Malvinas.

## Búsqueda del ARA San Juan
En noviembre de 2017 la Fuerza Aérea Argentina desplegó la aeronave Lockheed C-130H Hercules TC-69 del Escuadrón I en apoyo a la búsqueda del submarino ARA San Juan de la Armada Argentina.